# Єврейське питання
Єврейське питання в загальному значенні звичайно відноситься до способу життя євреїв, до основ співіснування їх з неєвреями. Термін «єврейське питання» спочатку з'явився в ході дебатів по Єврейському біллю в 1753 році, який дав євреям цивільні права в Англії.
Згідно з Отто Д. Калкою з Єврейського університету в Єрусалимі, термін «єврейське питання» став широко розповсюджуватися в XIX сторіччі при обговоренні питання рівноправності євреїв в Німеччини (нім. Judenfrage). В останній чверті XIX і на початку XX століття, термін використовувався багатьма авторами, які пропонували різні рішення «єврейського питання» від асиміляції до автономії.
Нацистська Німеччина застосовувала цей термін в 1930–1940-х роках як евфемізм для позначення дискримінації євреїв, передбачаючи «остаточне вирішення єврейського питання» в процесі знищення європейського єврейства.